# Zofiówka (województwo lubelskie)
Zofiówka – wieś w Polsce położona w województwie lubelskim, w powiecie łęczyńskim, w gminie Łęczna.
Przez miejscowość przebiega droga krajowa nr 82.
W latach 1975–1998 miejscowość wraz z całą gminą Łęczna należała administracyjnie do ówczesnego województwa lubelskiego, podlegając pod Urząd Rejonowy w Lublinie.
Wieś stanowi sołectwo gminy Łęczna. Według Narodowego Spisu Powszechnego z roku 2011 wieś liczyła 325 mieszkańców.